# Vickers Viking
Vickers Viking là một loại máy bay lưỡng cư của Anh, được thiết kế cho quân đội sử dụng ngay sau Chiến tranh thế giới I.

## Quốc gia sử dụng
Argentina
- Không quân Argentina
- Không quân Hải quân Argentina
- River Plate Aviation Company

 Canada
- Laurentide Air Services
- Không quân Hoàng gia Canada

 Pháp
- Hải quân Pháp

 Nhật Bản
- Hải quân Đế quốc Nhật Bản

 Hà Lan
- Không quân Lục quân Đông Ấn Hoàng gia Hà Lan

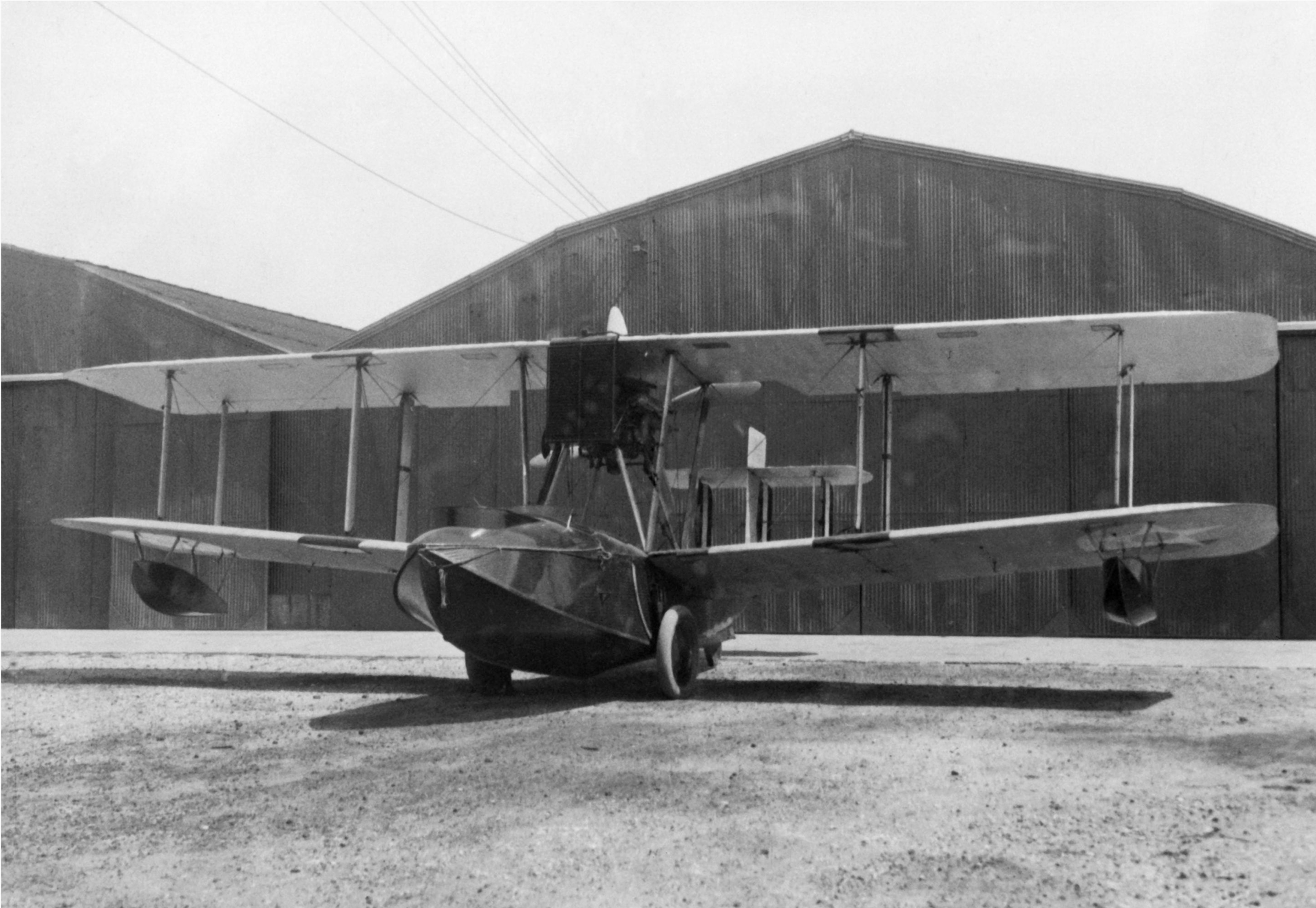
Vickers Viking IV tại Langley

 Russian SFSR
 Anh Quốc
- Không quân Hoàng gia

 Hoa Kỳ
- Hải quân Hoa Kỳ

## Tính năng kỹ chiến thuật (Viking IV)
Dữ liệu lấy từ British Flying Boats
Đặc điểm tổng quát
- Kíp lái: 1
- Sức chứa: 3 hành khách
- Chiều dài: 34 ft 2 in (10,42 m)
- Sải cánh: 50 ft 0 in (15,24 m)
- Chiều cao: 14 ft 0 in (4,27 m)
- Diện tích cánh: 635 ft² (59 m²)
- Trọng lượng rỗng: 4.040 lb (1.836 kg)
- Trọng lượng có tải: 5.790 lb (2.632 kg)
- Động cơ: 1 × Napier Lion, 450 hp (336 kW)

 Hiệu suất bay 
- Vận tốc cực đại: 113 mph (98 knot, 182 km/h)
- Vận tốc hành trình: 91 mph (79 knot, 147 km/h)
- Tầm bay: 925 mi (804 hải lý, 1,489 km)
- Thời gian bay: 4 giờ 45 phút
- Tải trên cánh: 9,12 lb/ft² (44,6 kg/m²)
- Công suất/trọng lượng: 0,078 hp/lb (0,13 kW/kg)
- Leo lên độ cao 3.000 ft (915 m): 3,2 phút[2]